# Niels Petersen (Rechtswissenschaftler)
Niels-Peter Petersen (* 1978) ist ein deutscher Jurist.

## Leben
Er studierte von 1998 bis 2003 Rechtswissenschaft in Münster und Genf. Von 2004 bis 2006 war er wissenschaftlicher Mitarbeiter am Max-Planck-Institut für ausländisches öffentliches Recht und Völkerrecht. Von 2003 bis 2005 absolvierte er das Rechtsreferendariat am Landgericht Wiesbaden. 2006 war er Rechtsberater beim GIZ Advisory Service to the Legal Reform in China, Peking. Von 2006 bis 2007 war er Visiting Doctoral Researcher an der New York University School of Law. Von 2007 bis 2015 war er wissenschaftlicher Mitarbeiter am Max-Planck-Institut zur Erforschung von Gemeinschaftsgütern. Nach der Promotion (2005–2008) an der Goethe-Universität war er von 2012 bis 2013 Hauser Research Fellow und Emile Noel Fellow an der New York University School of Law. Von 2009 bis 2010 erwarb er den M.A. in Quantitativen Methoden in den Sozialwissenschaften an der Columbia University. Nach der Habilitation (2010–2014) an der Universität Bonn ist er seit 2015 Inhaber des Lehrstuhls für Öffentliches Recht, Völker- und Europarecht sowie empirische Rechtsforschung an der Universität Münster.
Seine Forschungsschwerpunkte sind internationale Menschenrechte und nationale Grundrechte, internationales und europäisches Wirtschaftsrecht, Verfassungsvergleichung und Verfassungstheorie, Einflussfaktoren richterlicher Entscheidungen und ökonomische Analyse des Rechts.

## Schriften (Auswahl)
- Demokratie als teleologisches Prinzip. Zur Legitimität von Staatsgewalt im Völkerrecht. Berlin 2009, ISBN 978-3-540-92173-8.
- Verhältnismäßigkeit als Rationalitätskontrolle. Eine rechtsempirische Studie verfassungsrechtlicher Rechtsprechung zu den Freiheitsgrundrechten. Tübingen 2015, ISBN 978-3-16-153510-9.
- mit Emanuel V. Towfigh: Ökonomische Methoden im Recht. Eine Einführung für Juristen. Tübingen 2017, ISBN 978-3-16-155192-5.
- Deutsches und europäisches Verfassungsrecht II. Grundrechte und Grundfreiheiten. Ein Studienbuch. München 2019, ISBN 978-3-406-73707-7.